# Німчиняни
Немчіняни (словац. Nemčiňany) — село в окрузі Комарно Нітранського краю Словаччини. Площа села 15,68 км². Станом на 31 грудня 2015 року в селі проживало 685 жителів.

## Історія
Перші згадки про село датуються 1232 роком.

## Населення
| Рік:            | 1994. | 2004.   | 2014.   | 2024.   |
| --------------- | ----- | ------- | ------- | ------- |
| Кількість осіб: | 809   | 760     | 692     | 662     |
| Різниця:        |       | -6,05 % | -8,94 % | -4,33 % |

| Рік:            | 2023. | 2024.   |
| --------------- | ----- | ------- |
| Кількість осіб: | 657   | 662     |
| Різниця:        |       | +0,76 % |